# Rimouski
Rimouski (výslovnost [rimuski], francouzsky též Ville de Rimouski) je město v kanadské provincii Québec. Leží na jižním pobřeží řeky svatého Vavřince v místě soutoku s řekou Rimouski, přibližně 270 km na severovýchod od Québecu.
V současnosti je město regionálním centrem služeb s menším průmyslem.
V Rimouski se nacházejí vzdělávací a výzkumné instituce v oblasti výzkumu moře a námořní dopravy, Institut Maritime du Québec (vzdělávání námořních důstojníků, mechaniků a stavba lodí), Institut des sciences de la mer de Rimouski ISMER (oceánografický výzkumný institut), a v sousedním Sainte-Flavie je Institut Maurice Lamontagne (výzkumná instituce se zaměřením na mořskou biologii).
Každým rokem se v Rimouski koná jazzový festival a festival dětských filmů Carrousel international du film de Rimouski. Město provozuje čtyři muzea, nachází se tu rovněž jeden z nejstaršího zachovalých domů v Quebecu, Lamontagne de Rimouski, postaven v roce 1740.